# Satyrium hallackii
Satyrium hallackii är en orkidéart som beskrevs av Harry Bolus. Satyrium hallackii ingår i släktet Satyrium och familjen orkidéer.

## Underarter
Arten delas in i följande underarter:
- S. h. ballii
- S. h. hallackii
- S. h. ocellatum